# Stefan Volery
Stefan Volery (* 17. September 1961 in Neuenburg NE) ist ein ehemaliger Schweizer Schwimmer. Er nahm an vier Olympischen Spielen teil und gewann zwei Bronzemedaillen bei Europameisterschaften.

## Karriere
Bei den Olympischen Spielen 1980 in Moskau schied Volery als 19. über 100 Meter Freistil und als 36. über 200 Meter Freistil auf beiden Strecken in den Vorläufen aus. Zwei Jahre später bei den Weltmeisterschaften 1982 in Guayaquil wurde er 18. über 100 Meter Freistil und 35. über 200 Meter Freistil. Die 4-mal-100-Meter-Lagenstaffel mit Roger Birrer, Étienne Dagon, Dano Halsall und Stefan Volery belegte den siebten Platz. Die 4-mal-100-Meter-Freistilstaffel mit Thierry Jacot, François David,  Dano Halsall und Stefan Volery erreichte ebenfalls den Endlauf und wurde Achte.
Bei den Olympischen Spielen 1984 in Los Angeles gelang Volery über 100 Meter Freistil der Einzug ins B-Finale, er belegte in der Gesamtwertung den zehnten Platz. Über 200 Meter Freistil schied er als 25. der Vorläufe aus. Die 4-mal-100-Meter-Freistilstaffel mit Dano Halsall, Stefan Volery, Thierry Jacot und Roger Birrer verfehlte als neuntschnellste Staffel den Endlauf um 0,67 Sekunden. 1985 gewann Volery bei den Europameisterschaften in Sofia die Bronzemedaille über 100 Meter Freistil hinter dem Franzosen Stéphan Caron und Jörg Woithe aus der DDR. Im Jahr darauf bei den Weltmeisterschaften in Madrid verfehlte Volery über 200 Meter Freistil und mit der Freistilstaffel den Finaleinzug. Die Lagenstaffel mit Patrick Ferland, Étienne Dagon, Dano Halsall und Stefan Volery schwamm auf den sechsten Platz. Nach dem fünften Platz über 100 Meter Freistil wurde Volery auch über 50 Meter Freistil Fünfter. 1987 bei den Europameisterschaften in Strassburg wurde Volery Siebter über 100 Meter Freistil. Über 50 Meter Freistil wurde er Dritter hinter Jörg Woithe und Gennadi Prigoda aus der Sowjetunion.
1988 in Seoul nahm Volery zum dritten Mal an Olympischen Spielen teil. Während er über 200 Meter Freistil als 25. der Vorläufe erneut ausschied, erreichte er wie vier Jahre zuvor den B-Endlauf über 100 Meter Freistil und wurde Elfter. Über 50 Meter Freistil gelang Volery die einzige Endlaufteilnahme bei Olympischen Spielen in seiner ganzen Karriere. In 22,84 Sekunden wurde er Fünfter mit einer Hundertstelsekunde Rückstand auf Dano Halsall auf dem vierten Platz. Die Lagenstaffel mit Ferland, Dagon, Halsall und Volery verfehlte den Finaleinzug als neuntschnellstes Team der Vorläufe um 0,69 Sekunden. 1989 belegte Volery über 50 Meter Freistil den sechsten Platz bei den Europameisterschaften in Bonn. 1991 bei den Weltmeisterschaften in Perth schied Volery genauso in den Vorläufen über 50 und 100 Meter Freistil aus wie 1992 bei den Olympischen Spielen in Barcelona.
Seine Bestzeit von 22,62 Sekunden über 50 Meter Freistil schwamm Volery 1986 bei den Weltmeisterschaften in Madrid. Über 100 Meter Freistil schwamm er 1987 im Vorlauf der Europameisterschaften in Strassburg 50,06 Sekunden.
Nach seiner Karriere betrieb er eine Praxis als Hypnotherapeut und Mentaltrainer in Neuenburg.

## Fussnoten
1. ↑  Olympische Spiele 1980 bei the-sports.org
2. 1 2 3  Eintrag bei fina.org
3. ↑  Weltmeisterschaft 1982 bei the-sports.org
4. ↑  100 Meter Freistil 1984 in der Datenbank von Olympedia.org (englisch), abgerufen am 19. März 2023.
5. ↑  200 Meter Freistil 1984 in der Datenbank von Olympedia.org (englisch), abgerufen am 19. März 2023.
6. ↑  Freistilstaffel 1984 in der Datenbank von Olympedia.org (englisch), abgerufen am 19. März 2023.
7. ↑  Europameisterschaften 1985 bei the-sports.org
8. ↑  Weltmeisterschaften 1985 bei the-sports.org
9. ↑  Europameisterschaften 1987 bei the-sports.org
10. ↑  100 Meter Freistil 1988 in der Datenbank von Olympedia.org (englisch), abgerufen am 19. März 2023.
11. ↑  50 Meter Freistil 1988 in der Datenbank von Olympedia.org (englisch), abgerufen am 19. März 2023.
12. ↑  Lagenstaffel 1988 in der Datenbank von Olympedia.org (englisch), abgerufen am 19. März 2023.
13. ↑  Europameisterschaften 1989 bei the-sports.org
14. ↑  Eintrag bei swimrankings.net
15. ↑  Homepage, abgerufen am 19. März 2023

| Personendaten    | Personendaten       |
| ---------------- | ------------------- |
| NAME             | Volery, Stefan      |
| KURZBESCHREIBUNG | Schweizer Schwimmer |
| GEBURTSDATUM     | 17. September 1961  |
| GEBURTSORT       | Neuenburg NE        |